# Botanischer Garten Augsburg

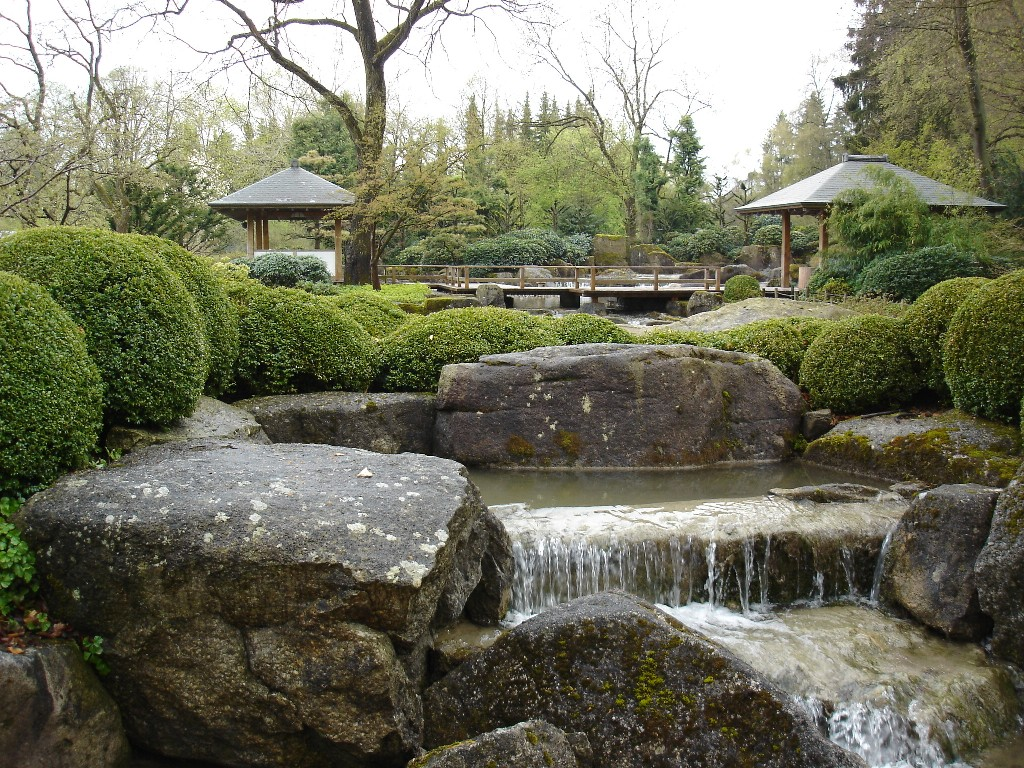
Botanischer Garten Augsburg:
Teilansicht des Japangartens

Der Botanische Garten Augsburg entstand an der heutigen Stelle im Jahr 1936 auf einem damals 1,7 Hektar großen Gelände, das inzwischen auf rund 10 Hektar angewachsen ist. Der Botanische Garten beheimatet mehr als 3100 Pflanzenarten und -sorten. Einen besonders attraktiven Frühjahrsaspekt bieten die mehr als eine Million Zwiebelpflanzen in Freiflächen und Wechselbeeten.

## Lage

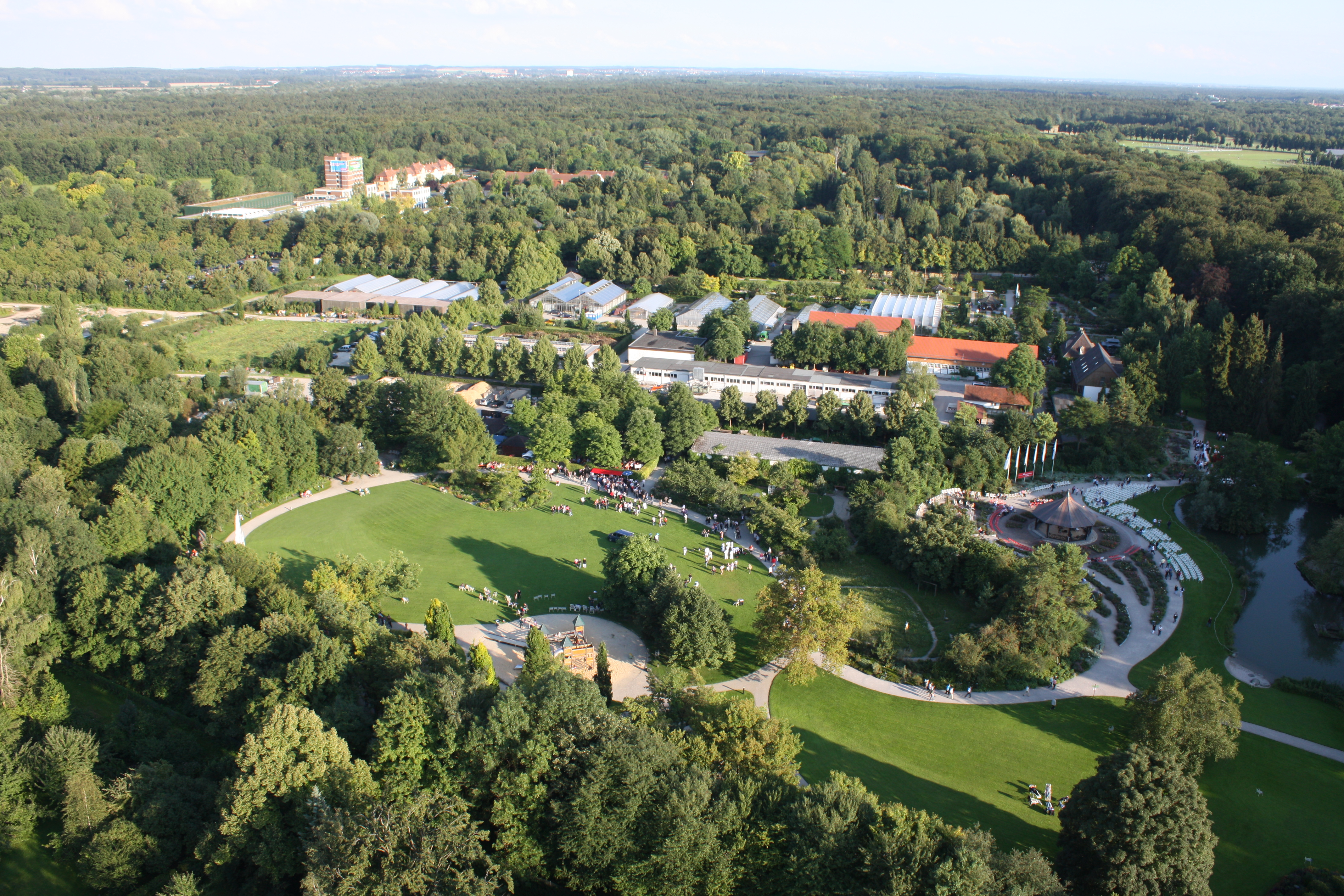
Botanischer Garten aus der Luft, Blick Richtung Süden auf den Siebentischwald

Der Botanische Garten befindet sich östlich des Siebentischparks am Augsburger Stadtwald. Der Dr.-Ziegenspeck-Weg trennt den Botanischen Garten vom benachbarten Zoo Augsburg. Beide Einrichtungen sind im öffentlichen Personennahverkehr mit der Buslinie 32 der Augsburger Verkehrsgesellschaft erreichbar und verfügen über Parkplätze für Besucher.
Der Botanische Garten ist ganzjährig geöffnet. Seine Fläche umfasst rund 10 Hektar (ha).

## Geschichte
Auf dem Thenn'schen Gartengut zwischen Gögginger Straße und Rosenaustraße wurde 1878, nachdem die Stadt Augsburg das etwa 6 Hektar große Gelände gekauft hatte, eine Stadtgärtnerei (das sogenannte Städtische Gartengut) eingerichtet. Öffentlich zugänglich waren die Anzuchtflächen zunächst jedoch noch nicht. Die Stadtverwaltung ließ für die 1886 dort stattfindende Schwäbische Kreisausstellung allerdings Parkwege anlegen und öffnete das Gartengut anschließend für die Besucher. Nach der Kreisausstellung wandelte die Stadt das Gelände in den Stadtgarten um. Die Stadtgärtnerei verblieb auf einer Teilfläche und wurde später noch nach Süden bis zur Imhofstraße erweitert.
Der Augsburger Stadtrat wollte 1935 die Stadtgärtnerei an der Gögginger Straße aufgeben. Er entschied sich, beim Siebentischpark eine neue Stadtgärtnerei mit einem Lehr- und Schulgarten für das Publikum zu errichten. Am 19. November 1935 erfolgte der erste Spatenstich, im September 1936 wurde der Lehr- und Schulgarten auf einem 1,7 ha großen Areal eröffnet. Vor allem die exotischen Pflanzen im Palmenhaus und im Victoria-regia-Haus lockten die Besucher an.

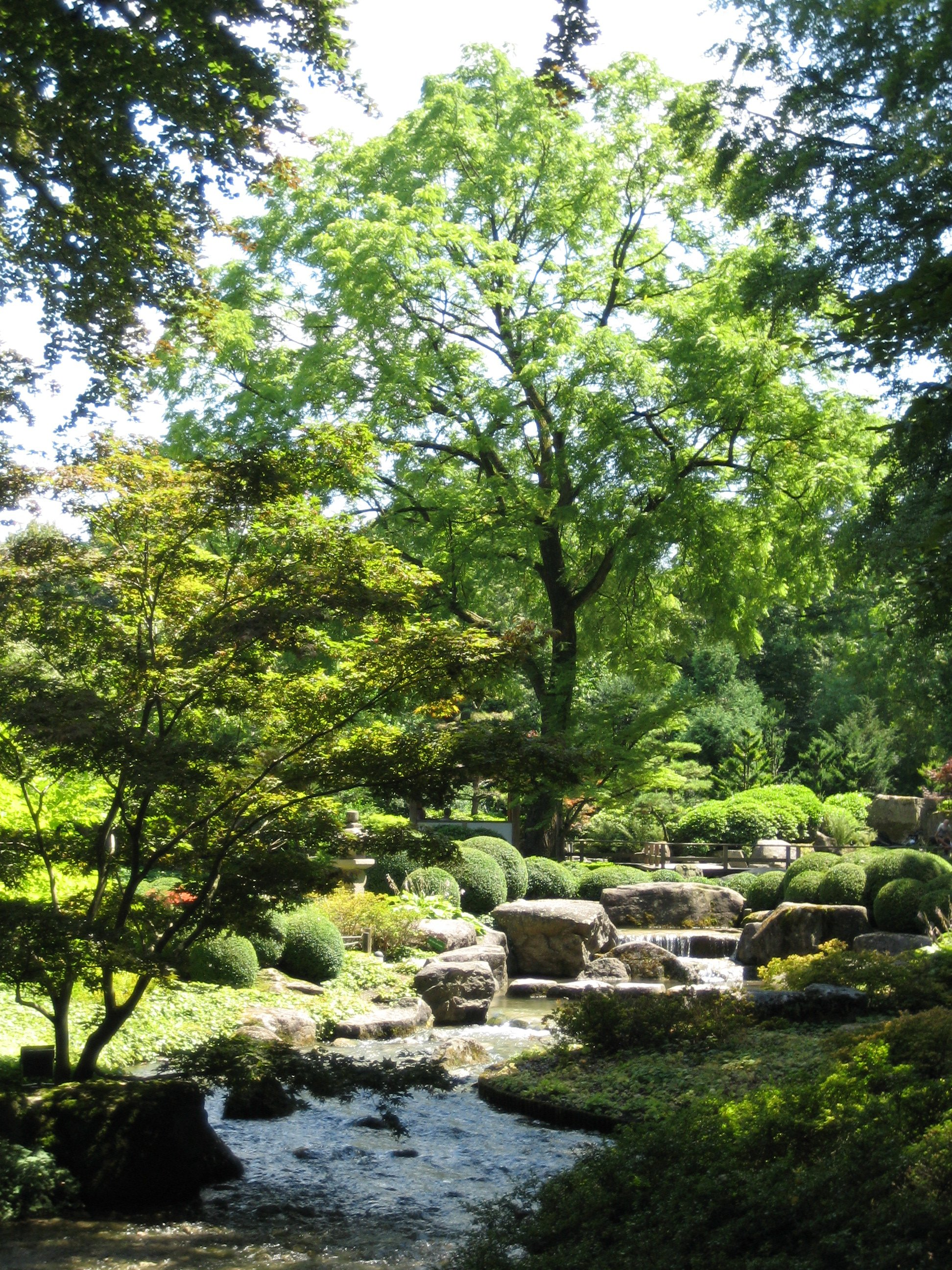
Wasserlauf im Japangarten

Die Zerstörungen durch Luftangriffe im Zweiten Weltkrieg – Augsburg war eine Stadt mit Rüstungsindustrie – verschonten den Botanischen Garten nicht. Wie bereits während des Zweiten Weltkrieges, zwangen auch die Notzeiten danach die Augsburger, Zieranlagen und Gewächshäuser als Gemüsefelder zu nutzen. Der Lehr- und Schulgarten wurde erst Ende der 1940er Jahre wieder hergestellt und am 8. Juli 1950 für das Publikum wieder eröffnet. Die Gartenflächen wurden Schritt für Schritt erweitert und in Freizeit- und Bildungskonzepte einbezogen.

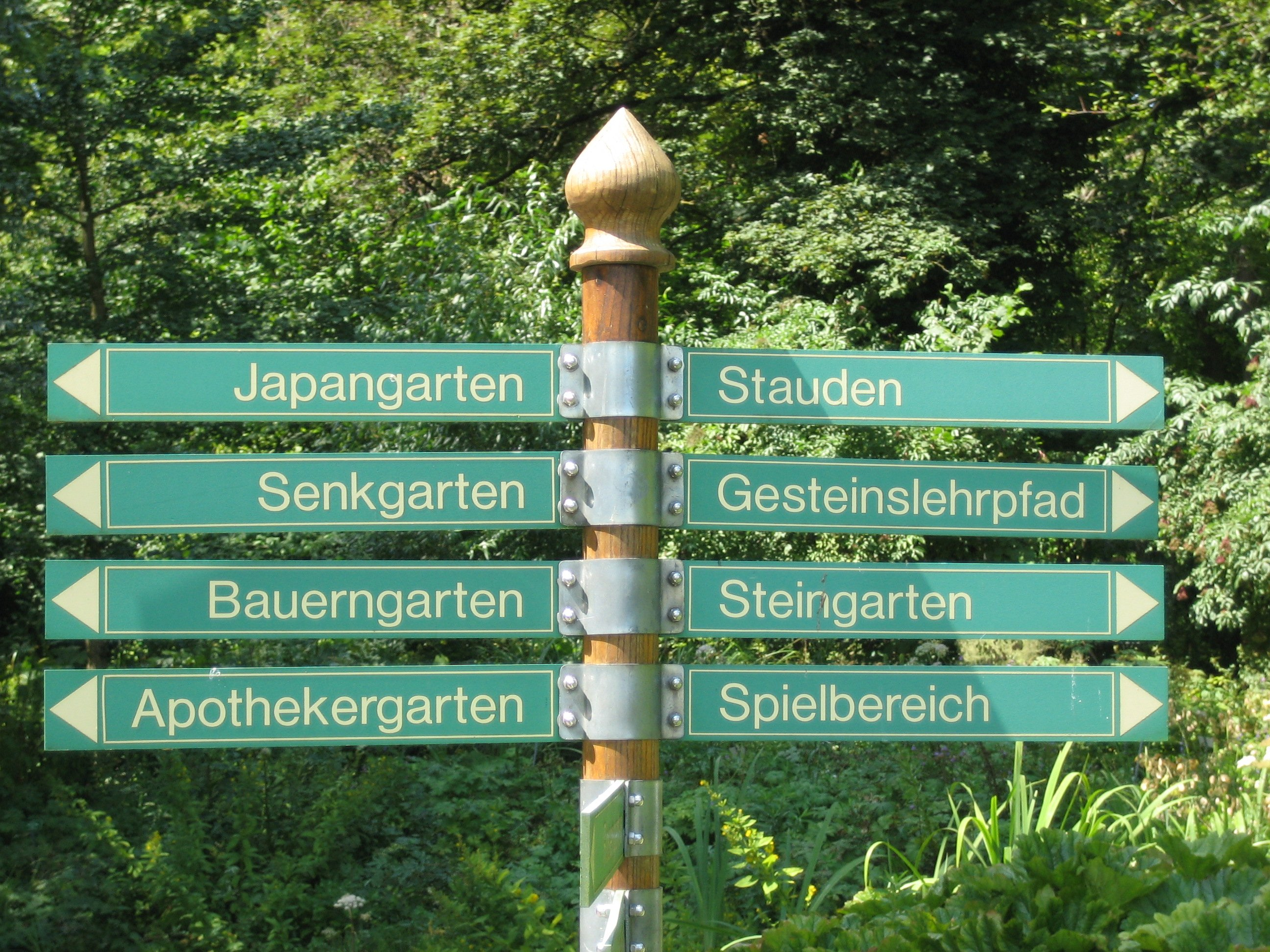
Wegweiser im Botanischen Garten

Einen kräftigen Aufschwung nahm die Einrichtung, als feststand, dass Augsburg die bayerische Landesgartenschau 1985 erhalten würde. Der Freistaat Bayern wollte hier zum 2000-jährigen Stadtjubiläum einen wichtigen und dauerhaften Beitrag leisten. Die damals bereits auf 5 Hektar angewachsene Fläche wurde nochmals verdoppelt, indem angrenzendes Gelände einbezogen wurde. Auf 4.200 m² entstand ein Japanischer Garten. Das Projekt wurde von den Partnerstädten Amagasaki und Nagahama, die mit ihrem Geschenk das 25-jährige Bestehen der Städtefreundschaft würdigten, fachlich unterstützt und mit Hilfe des Sponsors Stadtsparkasse Augsburg finanziell realisiert.
Die Stadt stellte danach trotz angespannter Finanzsituation ihrem Botanischen Garten laufend begrenzte Mittel für den Betrieb bereit, die auch zum Bau eines neuen Schaugewächshauses verwendet wurden. Es wurde im November 2003 eröffnet.

## Gliederung der Anlagen

### Freigelände
Das Freigelände verfügt über den größten Anteil der etwa 1.200 Arten und Sorten von Stauden, Wildkräutern, Gräsern und Farnen sowie ungefähr 450 Arten und Sorten von Gehölzen, die der Botanische Garten sein Eigen nennt. Hinzu kommen die über die Millionengrenze hinausreichenden Zwiebelpflanzen, beispielsweise Tulpen.

#### Eingangsbereich

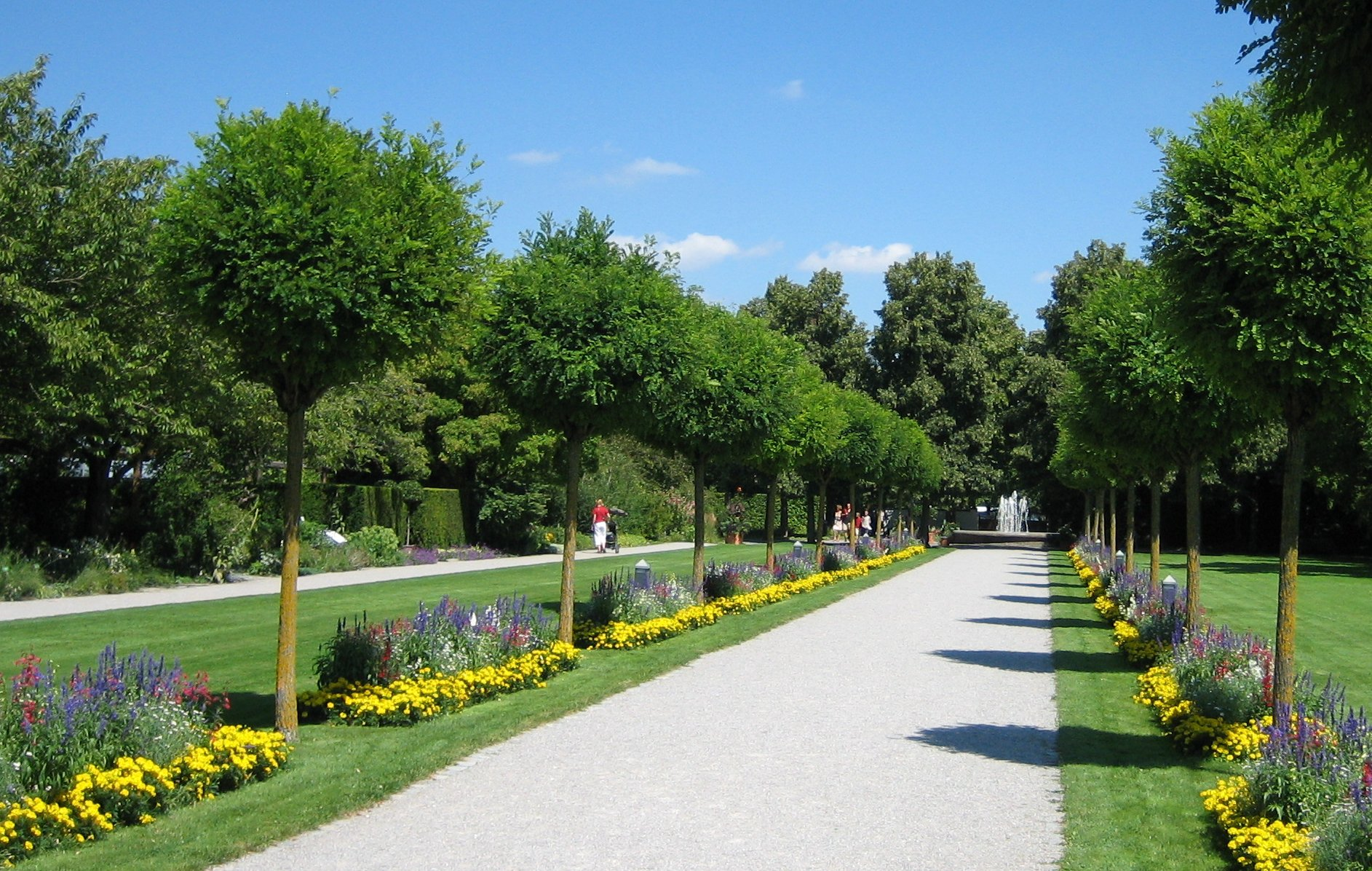
Allee

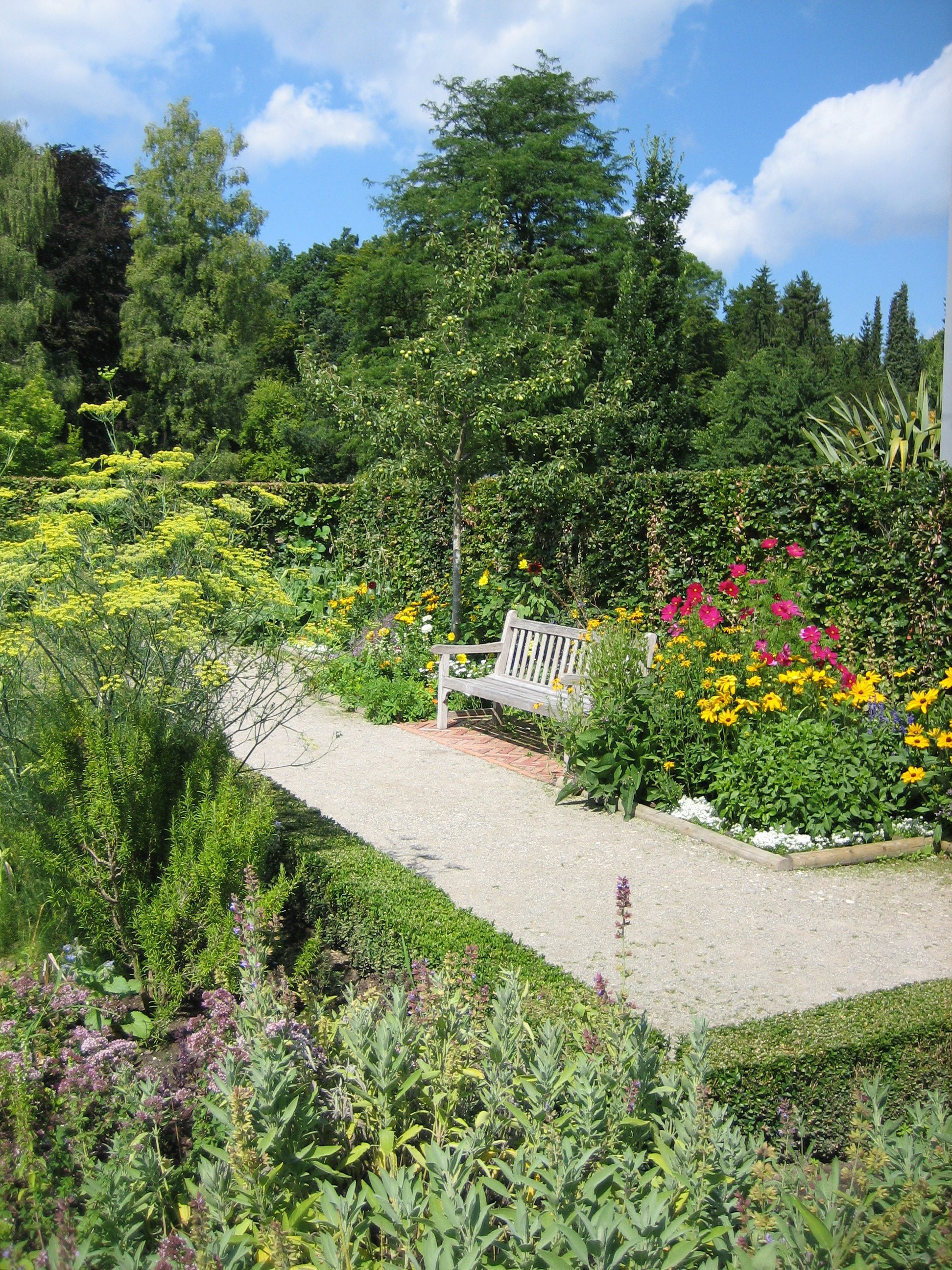
Bank im Bauerngarten

Im Eingangsbereich befindet sich eine Allee von Kugelrobinien, die von Schmuckbeeten gesäumt wird. Rechts von ihr liegen acht Gärten, die anlässlich der Landesgartenschau 1985, die unter dem Motto „Grün im Lebensraum Stadt“ stand, geschaffen wurden. Diese Gärten sind nach verschiedenen Themen gestaltet, bspw. „Steine und Stauden“, „Wohn- und Dachgarten“, „Sitzplatz unter Pergola“ oder „Paradiesgärtlein“.
Am Eingangsbereich befindet sich ein Bauerngarten, dessen Beete durch Buchsbaum begrenzt sind. Der römischen Vergangenheit Augsburgs spiegelt sich durch Pflanzen wider, die schon die Römer kannten oder verbreiteten.

#### Senkgarten

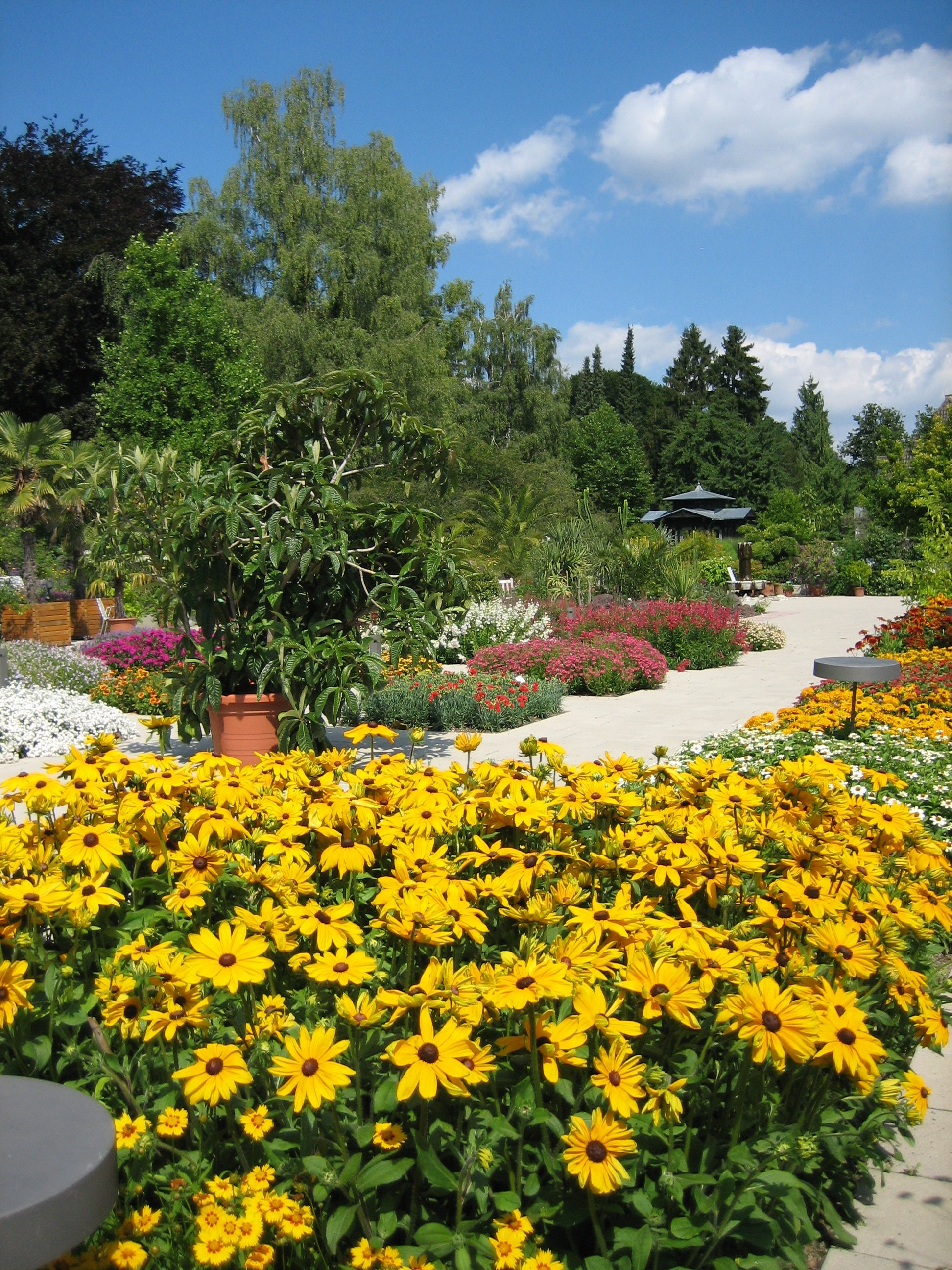
Der Senkgarten

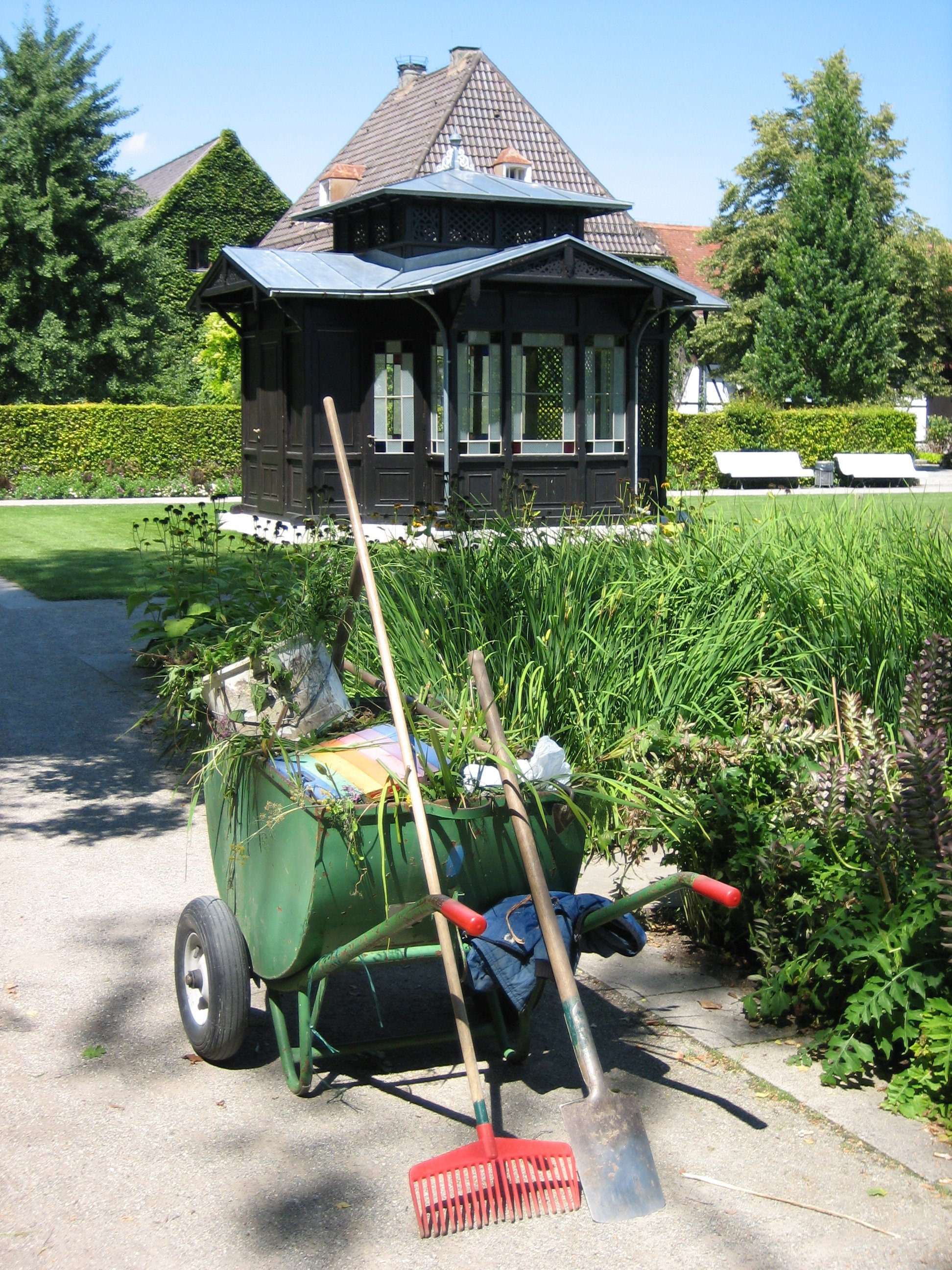
Vor dem Gartenpavillon „parken“ zuweilen Gartengeräte

Im niedriger angelegten Teil des Botanischen Gartens, dem so genannten „Senkgarten“, dominieren Sommergewächse wie z. B. Tulpen. Dieser Geländeteil entstand 1965. Die verlegten Steinplatten speichern am Tage die Wärme der Sonnenstrahlen und geben sie am Abend an ihre Umgebung ab. Die schachbrettartig aufgereihten Pflanzeninseln werden im Wechsel bepflanzt. In Kübeln werden im Senkgarten ferner Pflanzen aus dem Mittelmeerraum präsentiert, die im Winter in einem Überwinterungshaus vor unverträglichen Temperaturen geschützt werden.
In Trögen wachsen tropische und subtropische Pflanzen wie beispielsweise Ziertabak oder Geranien.
Vor dem Verwaltungsgebäude steht ein Gartenpavillon im Stil der Neorenaissance. Er entstand nach Plänen des Augsburger Architekten Karl Albert Gollwitzer im 19. Jahrhundert und diente ursprünglich Direktoren der damaligen Augsburger Kammgarn-Spinnerei als Freizeitaufenthalt im Garten ihrer Firmenvilla.
Etwas weiter befinden sich verschiedene Salbeiarten, Schafgarben, Malven und Katzenminzen.

#### Steingarten

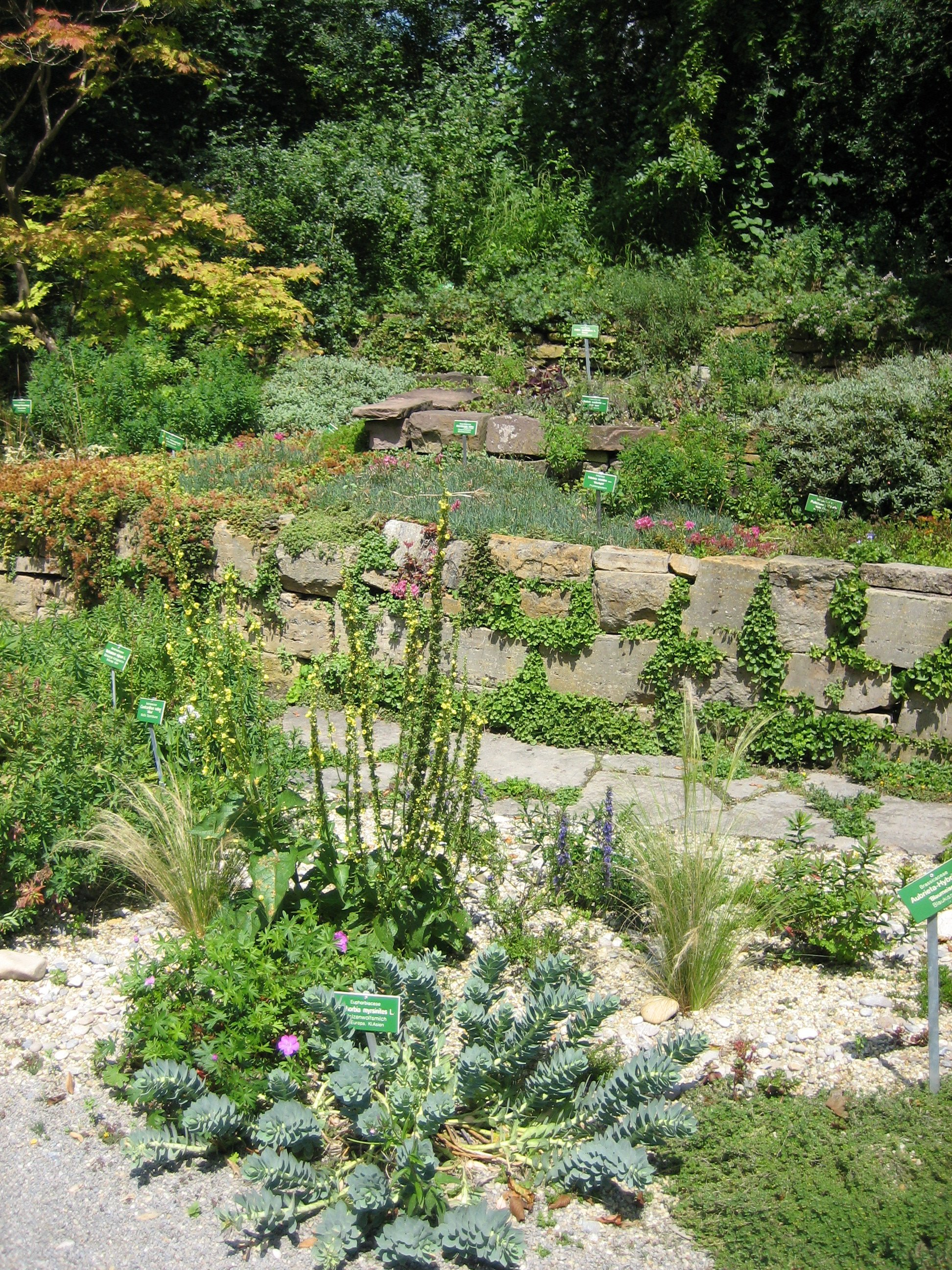
Ein Blick auf das Alpinum

Roter Sandstein und Kalkstein bieten im Steingarten alpinen Pflanzen, Zwerggehölzen und kleineren Stauden ein Umfeld für ihren Lebensraum. Dort wachsen Enziane, Steinkräuter und Schleifenblumen und weitere Pflanzen.
Der Gesteinslehrpfad ist mit in Bayern vorkommenden Gesteinsarten bestückt. Dazu gehören hauptsächlich Sandstein, Kalkstein, Dolomit und Granit sowie Findlinge.
An der Westseite durchströmt Wasser das Gelände. Im Flachwasser haben sich Sumpfpflanzen ihr Revier erobert.

#### Rosengarten

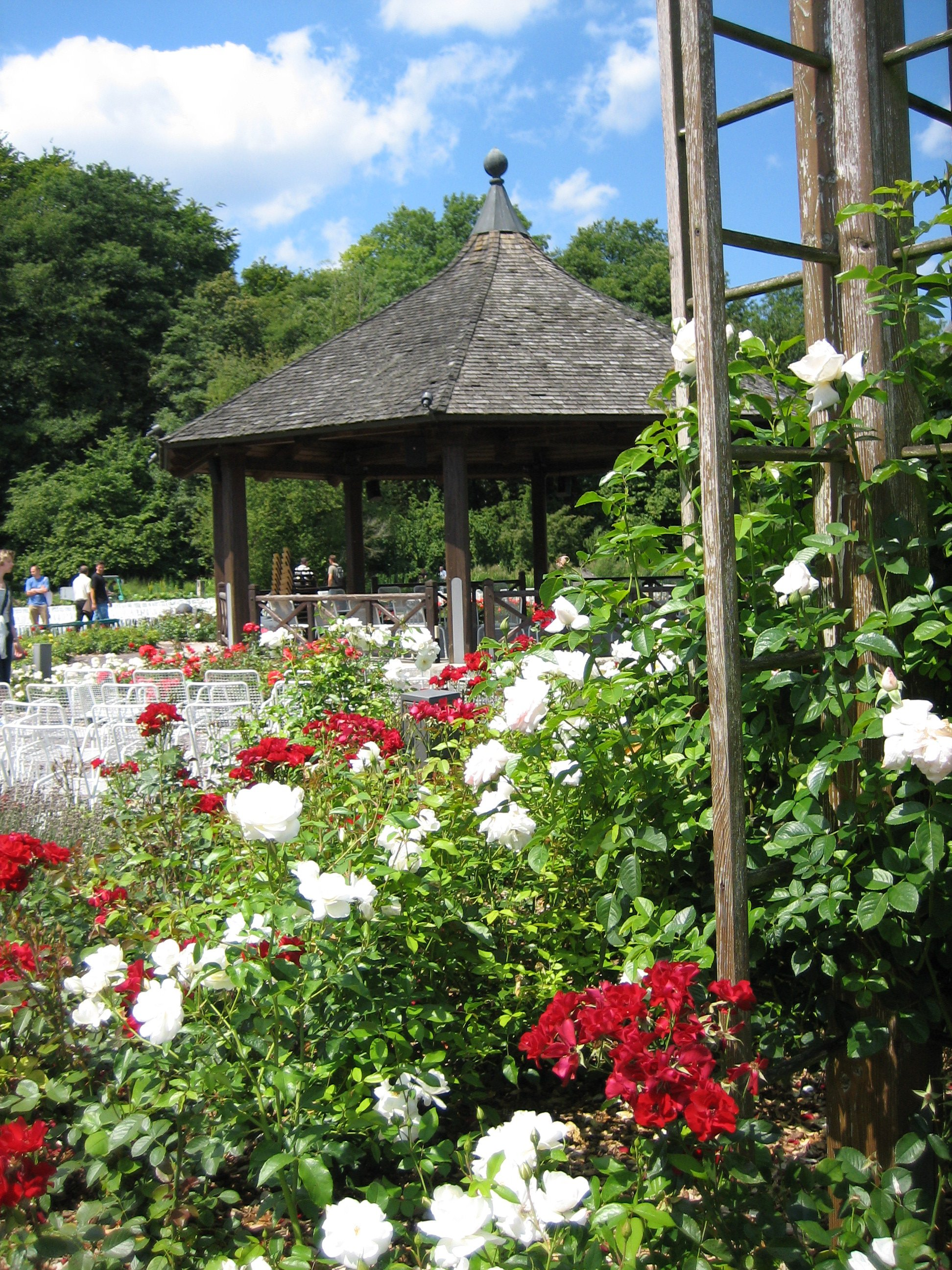
Beim Rosenpavillon

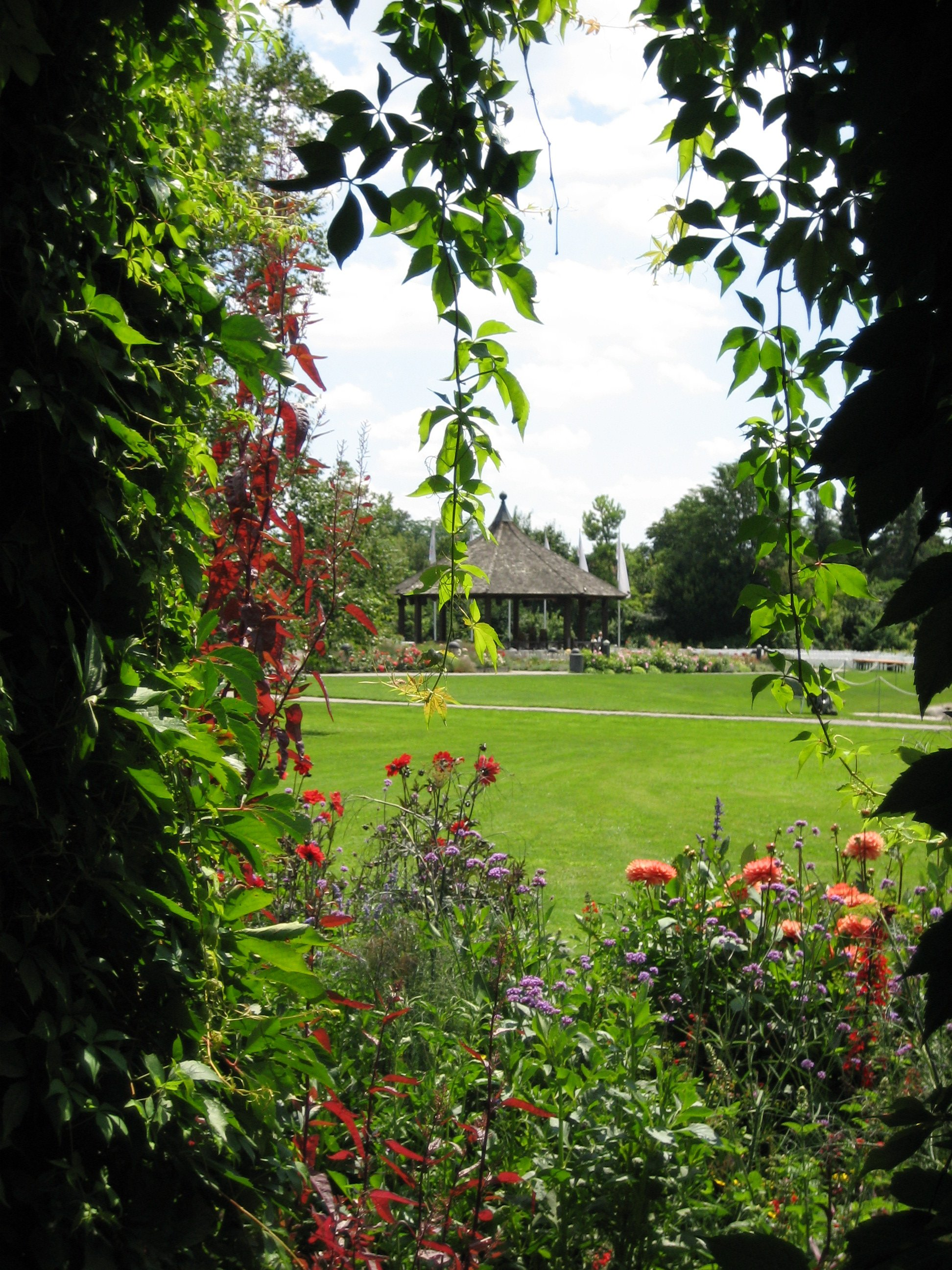
Dahlien und Kletterpflanzen

Ein Pavillon bietet im Rosengarten die Möglichkeit für Musikdarbietungen. Über 2.000 Polyantha- und Floribundarosen sowie deren Hybriden sind in den umliegenden Beeten angepflanzt. In der Nähe des Pavillons befinden sich ca. sechzig Rosensorten. Im Botanischen Garten insgesamt 280 Arten und Sorten von Rosen anzutreffen.
In allen Teilen der Gartenanlagen werden Stauden gezeigt. In der Nähe des Siebentischparks lässt sich deren Gedeihen auch im Schattenbereich von Laubbäumen nachvollziehen. An Bäumen und Sträuchern haben sich Gehölzränder entwickelt, die unterschiedliche Lichtverhältnisse vertragen.
An einem kleineren Pavillon hangeln sich Kletterpflanzen hoch. Den Boden dort bedecken Dahlienarten. Hinter den Dahlienbeeten ist ein kleiner Salbeigarten angelegt. Er ist nur zur Südseite hin offen. Die Salbeisammlung erstreckt sich auf Arten aus Osteuropa und dem Mittelmeergebiet.

#### Naturgarten

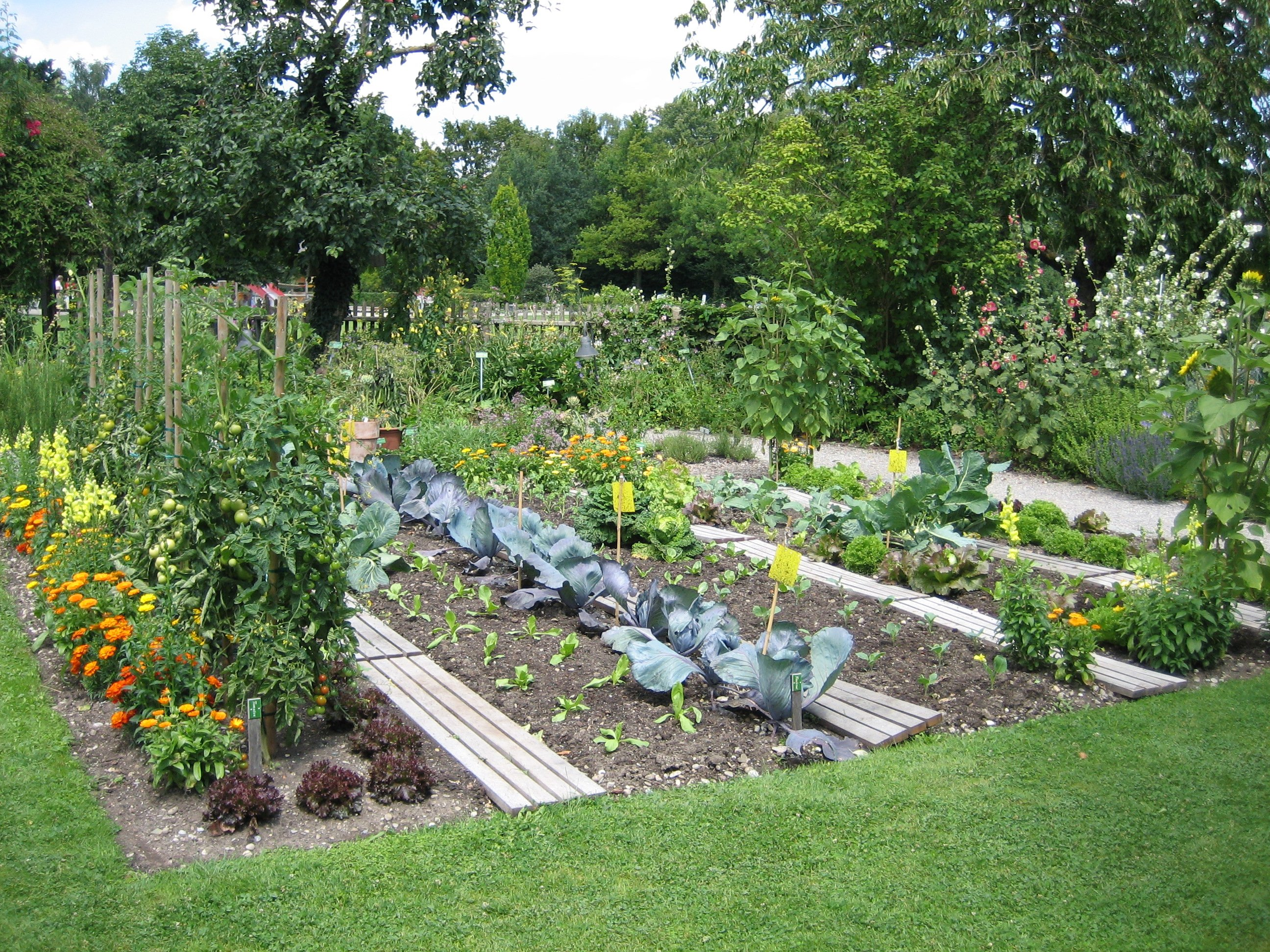
Ökologischer Anbau wird verdeutlicht

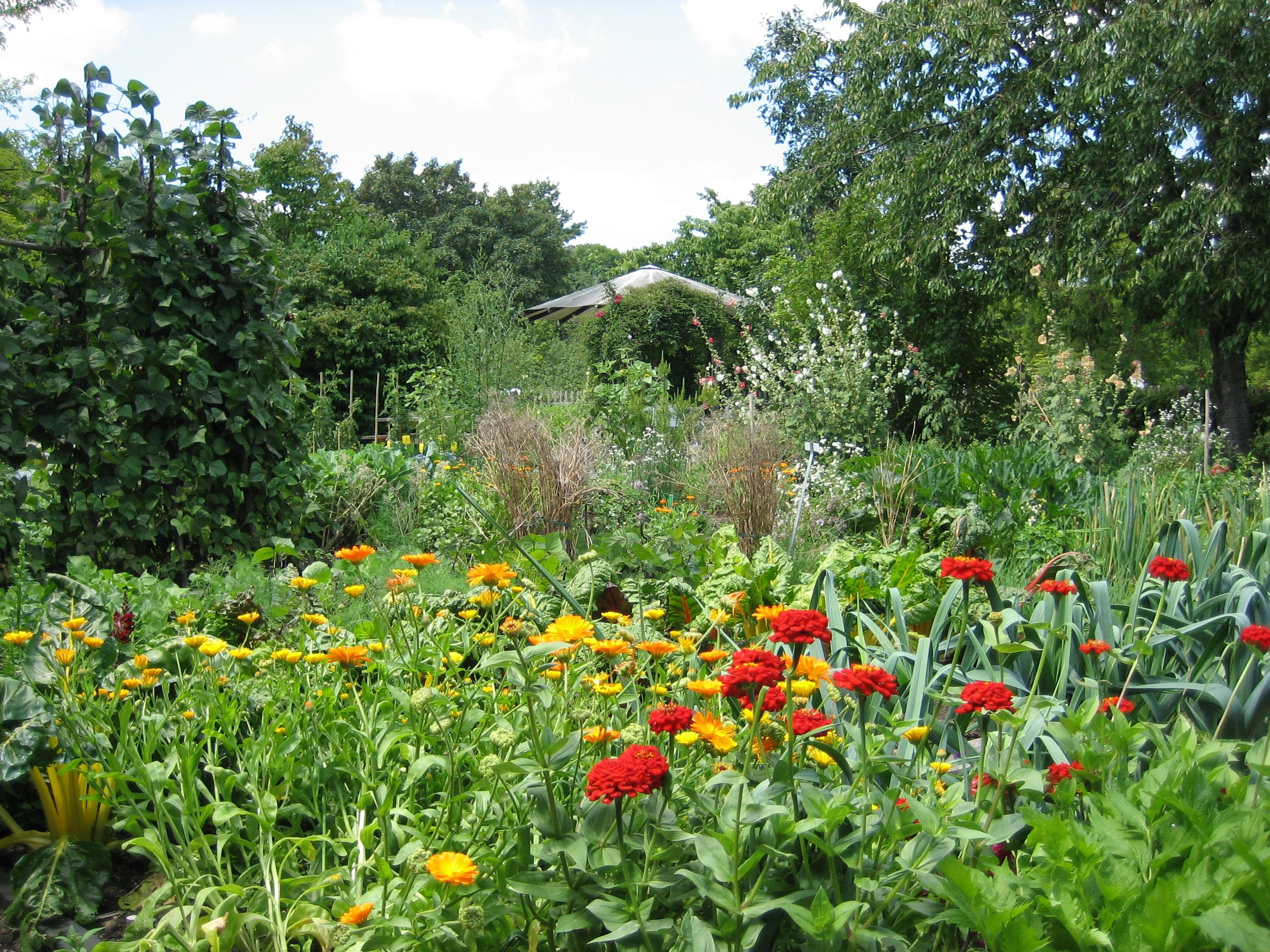
Im Naturgarten

Im Naturgarten wird der ökologische Gemüseanbau am praktischen Beispiel demonstriert. Die Kompostierung von Bioabfällen erzeugt Dünger. Woraus man früher die Farben für Textilien oder Kosmetika gewonnen hat, wird durch eine Ecke mit angebauten Färbepflanzen verdeutlicht. Eine Wildblumenwiese gewährt einen Eindruck, wie eine Fläche ohne eintöniges Rasengrün aussehen wird. Gegenüber ist ein Garten mit Obstbäumen entstanden, wo Besucher über dieses Teilgebiet mit Tafeln informiert werden.
An weiteren vier Pavillons neben dem Obstgarten rankt sich Wilder Wein hoch. Daneben liegt ein kleines Areal, das dem schottischen Hochland und seinen Heidepflanzen gilt. Es ist ein Geschenk der Augsburger Partnerstadt Inverness zur Landesgartenschau 1985.

#### Apothekergarten
Für fachlich Interessierte werden regelmäßig Führungen durch den Apothekergarten mit medizinischen Nutzpflanzen veranstaltet. Auf 250 m² gibt es heimische und heimisch gewordene Heil- und Gewürzpflanzen jedoch auch unabhängig davon zu sehen. Die Anlage entstand in Abstimmung mit Augsburger Apothekern und der Bayerischen Landesapothekerkammer.
Auf Schautafeln wird Wissen vermittelt. Bei den jeweiligen Pflanzen wird auch der Bereich mit der Heilwirkung angegeben. Extrakte aus Beifuß oder Löwenzahn können beispielsweise positiv auf die Verdauung einwirken.

### Japangarten

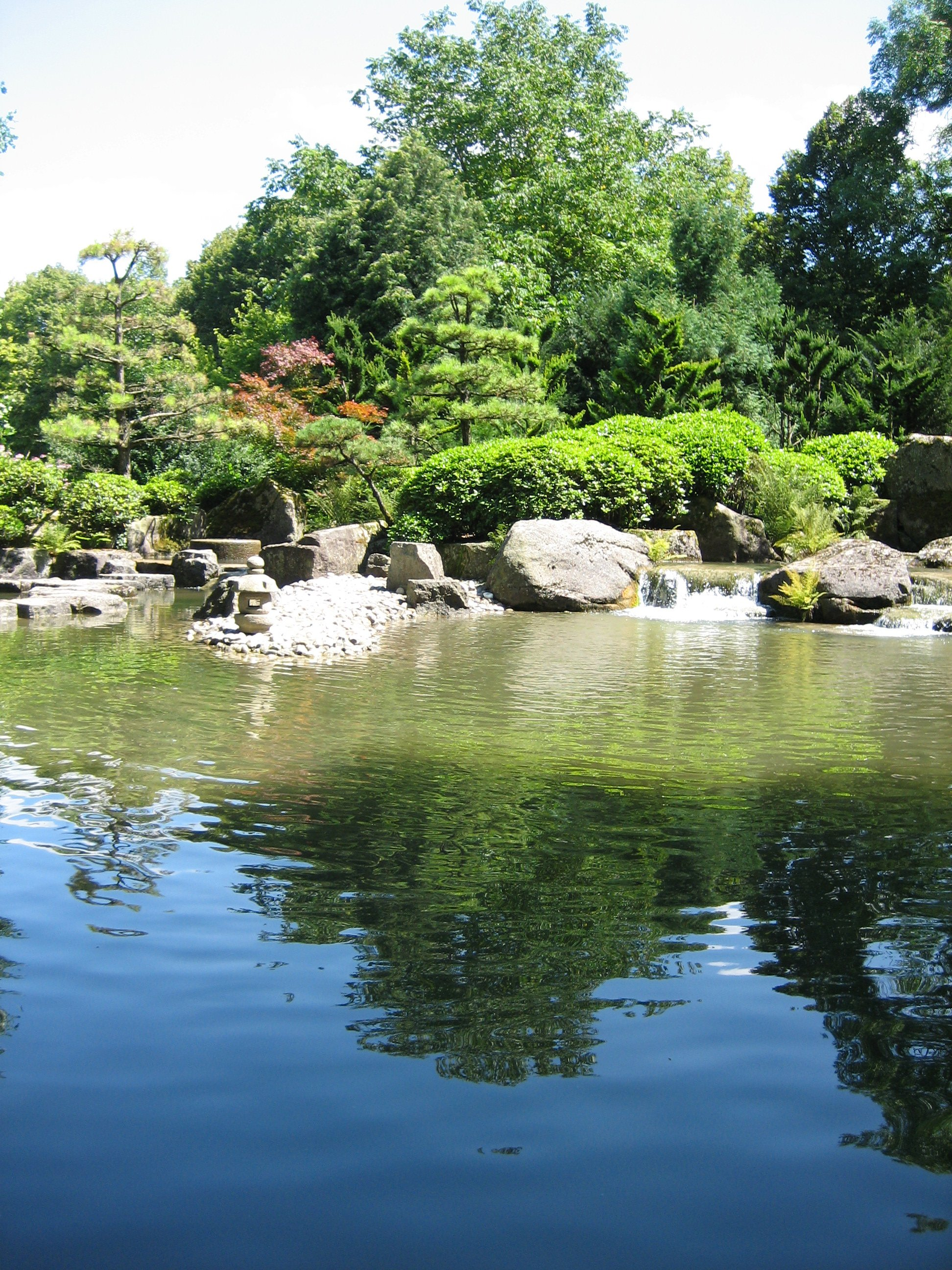
Am Teich

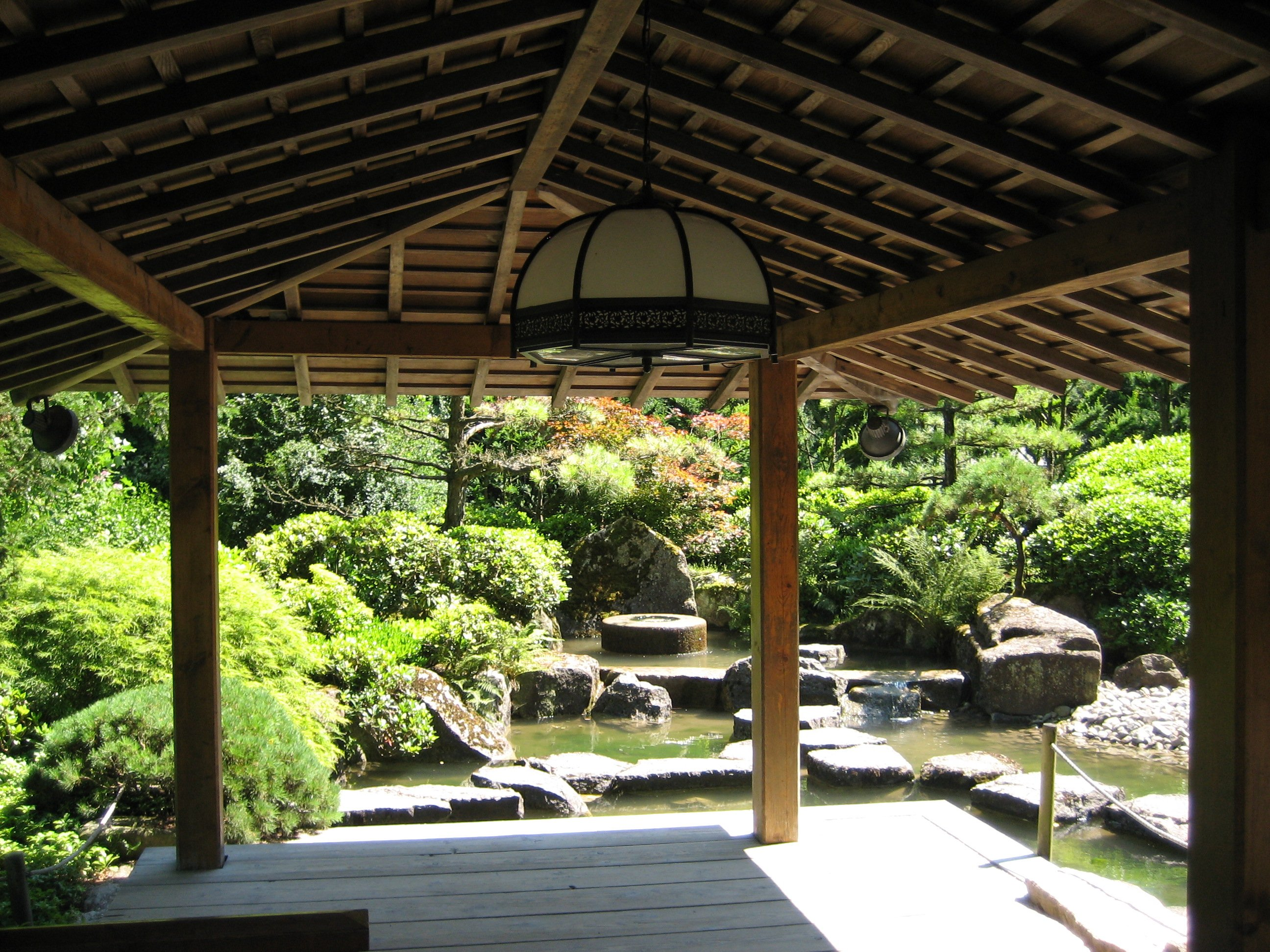
Im Pavillon

Die japanische Gartenkunst schlägt sich in einer eigenen Anlage nieder. Der Architekt Yoshikuni Araki orientierte sich an Vorbildern aus Japans Kaiserstadt Kyōto. Da Augsburg mit dem Rudolf-Diesel-Gedächtnishain bereits über einen japanischen Steingarten verfügte, wurde für den Botanischen Garten der Gartentyp „Teichgarten“ ausgewählt. Steinlaternen vermitteln fernöstliches Flair. Ein für Europäer ungewohnter Blickfang ist die Anordnung der Steine. 400 Tonnen Granit aus dem Fichtelgebirge wurden hierzu verwendet.

### Pflanzenschauhaus

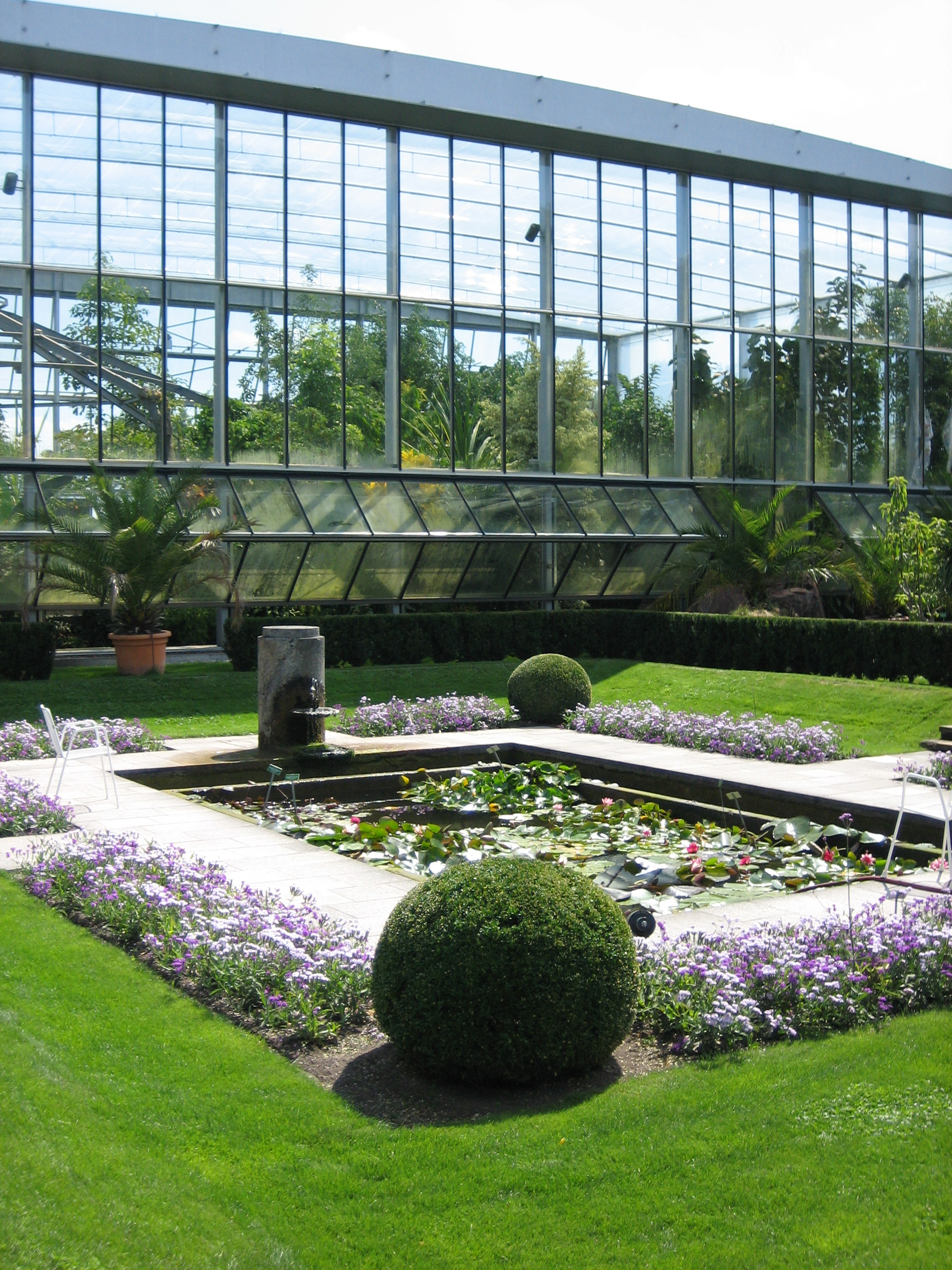
Alter Wassergarten

Der durch Pflanzenwuchs schattig gewordene alte Wassergarten vor dem Glasgebäude ist wieder den Ideen in seiner Anfangszeit angepasst worden. Über eine Eibenhecke und den Rasen hinweg sieht man die mit Teichrosen bestückte Wasserfläche.
Über 1.200 verschiedene Pflanzenarten und -sorten sind in einem Gewächshaus untergebracht. Der Eingangsbereich ist der Vegetationszone Savanne gewidmet. Hier kann ein Besucher Kakteen, Wolfsmilchgewächse, Sukkulenten, Liliengewächse oder auch Zwiebelblumen betrachten.

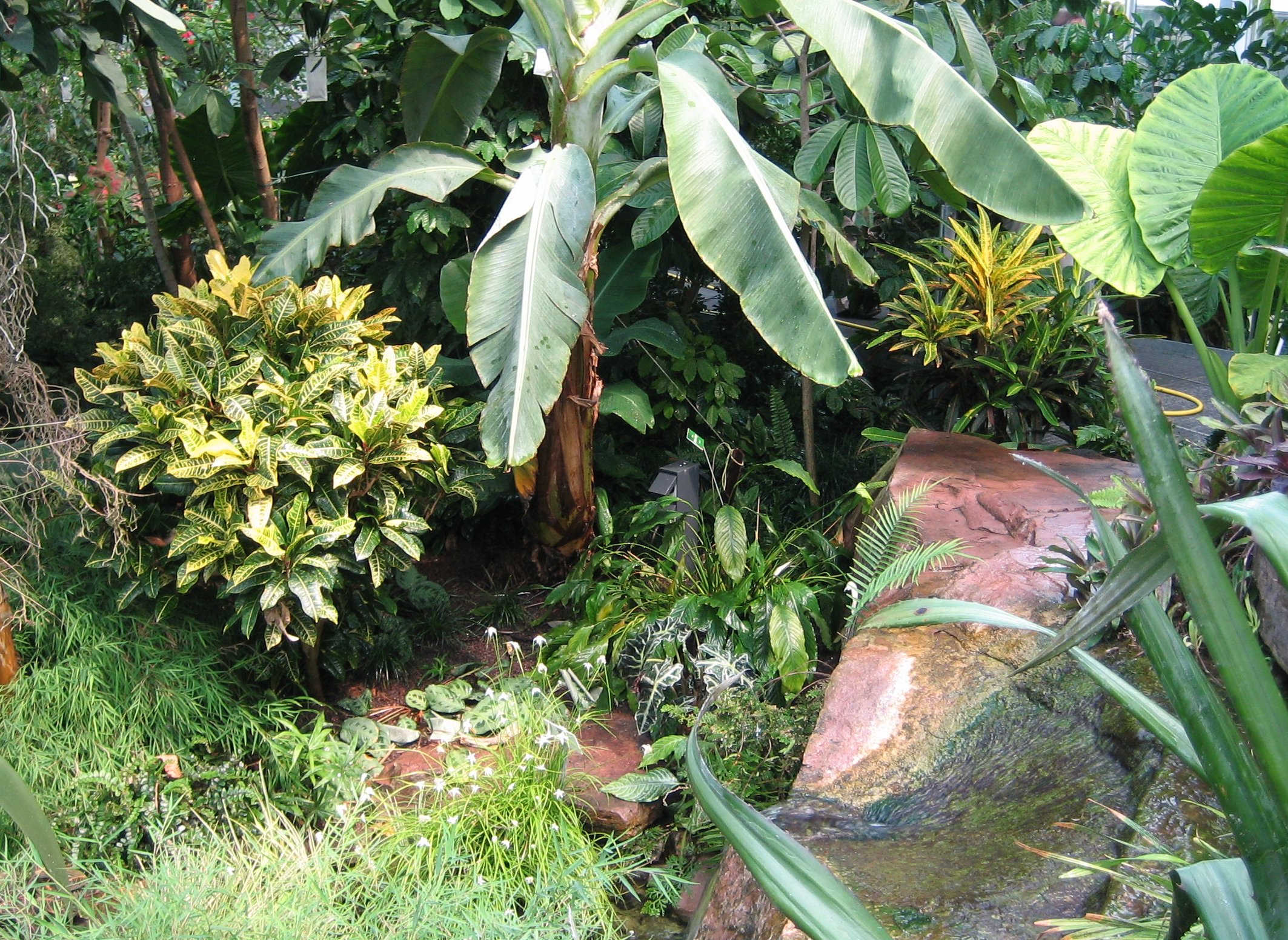
Tropische Pflanzen

Kern des Pflanzenschauhauses ist eine Darstellung der Vegetationszone Tropen. Es wird versucht, dieses komplexe Ökosystem in seinem Zusammenwirken plastisch zu verdeutlichen. Ein kleiner Wasserlauf und ein Aquarium mit afrikanischem Fischbesatz bieten zur Fülle der in hoher Luftfeuchtigkeit gedeihenden Pflanzen Abwechslung. Zu den hier vorhandenen Pflanzenarten zählen beispielsweise Gummi- und Feigenbaumarten, Epiphyten, Orchideen, verschiedene Bromeliengewächse, Tillandsien, Strauchbegonien und Bodendeckerpflanzen. Ferner sind Nutzpflanzen in natürlichem Umfeld zu betrachten wie beispielsweise Bananenstauden, Kaffeesträucher, Kakaobäume, Kardamom, Vanille und Ceylon-Zimtbäume. In einer Vitrine werden fleischfressende Pflanzen gezeigt.
Das ehemalige Victoria-regia-Haus ist in das Konzept „Pflanzenwelt unter Glas“ als „Pavillon der Schmetterlinge“ eingebunden, welcher für Programme, Konzerte und in der Weihnachtszeit als exotische Krippe genutzt wird. Dort gedeihen im großen Wasserbecken bunte Seerosen wie die großblütige, tropische Victoria amazonica, sowie Wasser- und tropische Nutzpflanzen. Von Ende Februar bis Anfang April flattern in diesem Haus tropische Schmetterlinge umher. In der Vorweihnachtszeit bis Mitte Januar ist zudem im Seerosenbecken eine der größten orientalische Landschaftskrippen im Süddeutschen Raum zu sehen.

## Lechheide
Ein besonderes Augenmerk richtet die Führung des Botanischen Gartens auf ein Refugium für die Pflanzen der Lechtalheiden, deren Flächen in den vergangenen Jahrzehnten durch Bebauung oder landwirtschaftliche Nutzung kleiner geworden sind. Die Lechtalheiden sind natürliche Landschaften im Großraum Augsburg. Beim Bau der Lechstaustufe 22 wurden 2.000 m² Grassoden für den Botanischen Garten gesichert. Dort entstand ein „Naturlehrpfad Lechheide“. Nach einigen Jahren stellte sich heraus, dass ein Teil der Pflanzen den Standortwechsel weg von der räumlichen Nähe zum Lech nicht vertragen hatte. Im Jahr 2003 wurde die Fläche im Botanischen Garten daher renaturiert. Die weitere Entwicklung wird beobachtet.

## Denkmalgeschützte Objekte im Botanischen Garten
Im Botanischen Garten befinden sich ein Gusseisen-Brunnen aus dem Jahre 1900, der 1983 vom Plärrergelände, und ein Gartenpavillon aus dem Jahre 1869, der 2005/06 von der Provinostraße 47 hierher übertragen wurde. Diese beiden Objekte stehen unter Denkmalschutz.

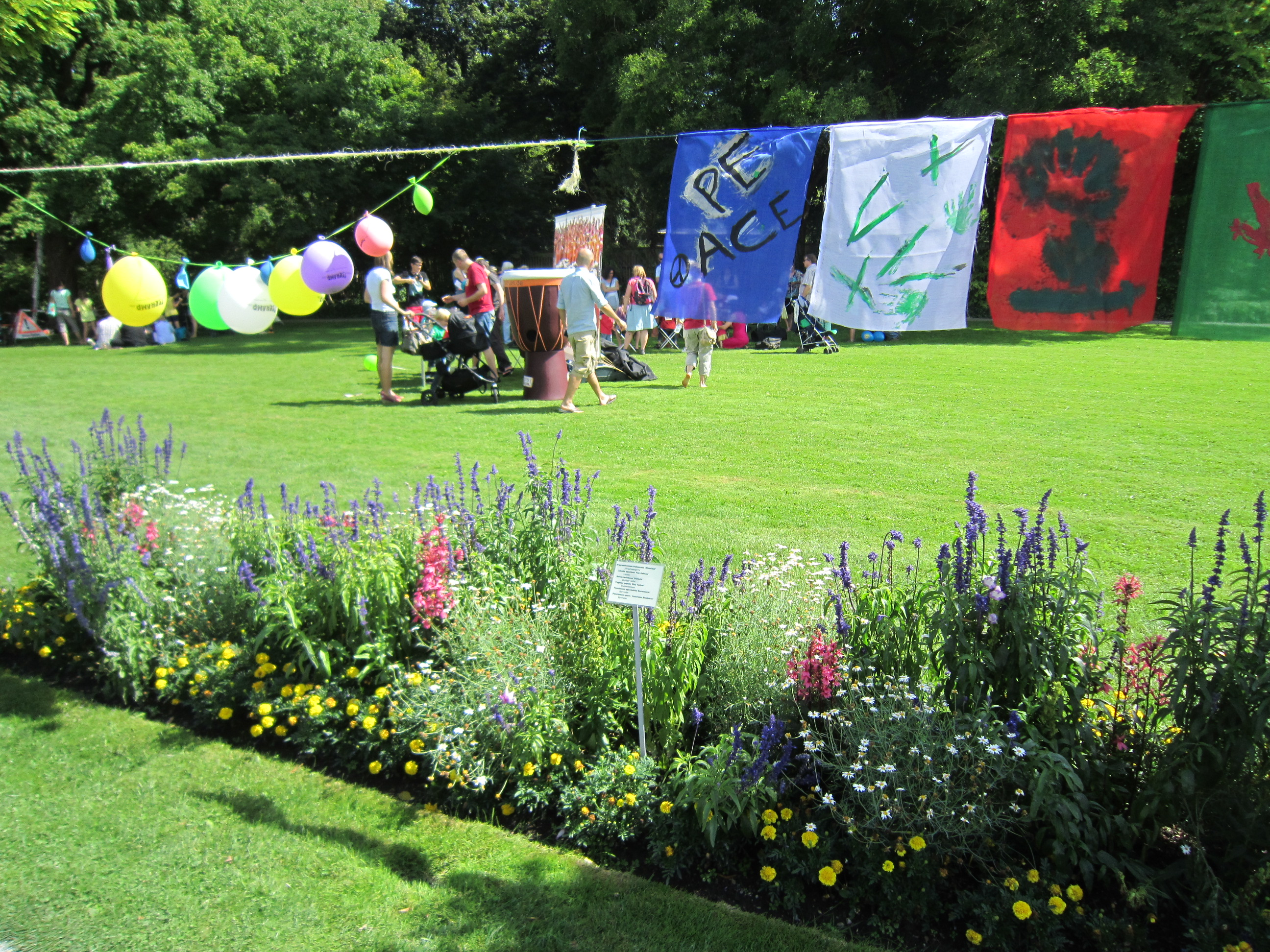
Kinder-Friedensfest im Botanischen Garten

## Veranstaltungen
Der Botanische Garten bietet einen Rahmen für verschiedene Musikveranstaltungen (Konzerte, Jazz oder Serenaden). Die als „Gärtnerhalle“ bezeichnete Gebäude bietet Raum für künstlerische oder fotografische Ausstellungen. Im Rahmen des Augsburger Hohen Friedensfestes findet alljährlich im Botanischen Garten und im benachbarten Augsburger Zoo am 8. August das „Kinderfriedensfest“ statt.